# Urząd Gospodarki Morskiej
Urząd Gospodarki Morskiej – centralna jednostka organizacyjna, pełniąca funkcję naczelnego organu administracji państwowej w zakresie całokształtu spraw związanych z funkcjonowaniem i zarządzaniem gospodarką morską.

## Ustanowienie urzędu
Na podstawie ustawy z 1981 r. o utworzeniu Urzędu Gospodarki Morskiej – ustanowiono nowy urząd.

## Zakres działania urzędu
Do zakresu działania urzędu należały sprawy:
- żeglugi morskiej;
- portów morskich;
- morskie gospodarki rybnej;
- zaplecza remontowanego gospodarki morskiej;
- usług związanych z gospodarką morską;
- ochrony środowiska morskiego;
- administracji morskiej;
- szkolnictwa morskiego.

Zadaniem urzędu było nadawanie kierunku działania podejmowanego w zakresie gospodarki morskiej stosownie do potrzeb społecznych i gospodarczych, zgodnie z polityką Państwa.
Zadanie to urząd realizował w szczególności poprzez prognozowanie i programowanie rozwoju gospodarki morskiej, dokonywanie kompleksowe analizy i oceny działalności przedsiębiorstw i innych podległych jednostek organizacyjnych. Ponadto koordynowanie działalności jednostek, współdziałanie w kształtowaniu systemów ekonomicznych przedsiębiorstw i innych podległych jednostek organizacyjnych, prowadzenie polityki kadrowej oraz udzielanie pomocy w szkoleniu kadr tych przedsiębiorstw i jednostek.

## Szczegółowy zakres działania
Na podstawie rozporządzenia Rady Ministrów z 1981 r. do zakresu działania Urzędu Gospodarki Morskiej należały sprawy:
- żeglugi morskiej,
- portów i przystani morskich, w tym koordynacji obrotu portowo-morskiego,
- morskiej gospodarki rybnej, w tym rybołówstwa morskiego, przemysłu rybnego, obrotu towarowego rybami i przetworami rybnymi,
- zaplecza remontowego gospodarki morskiej, w tym morskich stoczni remontowych,
- współpracy z zagranicą w zakresie gospodarki morskiej,
- usług związanych z gospodarką morską,
- ochrony środowiska morskiego przed zanieczyszczeniami wskutek użytkowania morza,
- administracji morskiej,
- szkolnictwa morskiego oraz zaplecza naukowo-badawczego i technicznego,
- nadzoru klasyfikacyjnego i rejestru statków,
- radiokomunikacji i radionawigacji morskiej,
- ratownictwa morskiego.

Zadaniem Urzędu Gospodarki Morskiej było prowadzenie działalności mającej na celu sprawne funkcjonowanie i rozwój gospodarki morskiej, stosownie do potrzeb społecznych i gospodarczych, zgodnie z polityką Państwa. 
Zadanie Urząd Gospodarki Morskiej realizował przez kompleksową analizę oraz ocenę funkcjonowania poszczególnych dziedzin gospodarki morskiej, prognozowanie i programowanie ich rozwoju, koordynowanie tej działalności, współdziałanie w kształtowaniu systemów ekonomiczno-finansowych podległych i nadzorowanych jednostek organizacyjnych, kształtowaniu polityki kadrowej oraz kierunków szkolenia kadr tych jednostek.

### Podstawowe kompetencje urzędu
W celu realizacji zadań określonych w rozporządzeniu Urząd Gospodarki Morskiej w szczególności:
- sporządzał kompleksowe analizy i oceny ekonomicznej efektywności działania podległych i nadzorowanych jednostek organizacyjnych, jak również podejmował działania zmierzające do zwiększenia tej efektywności,
- sporządzał analizy procesów gospodarczych, opracowywał prognozy długofalowe i programy rozwoju gospodarki morskiej,
- opracowywał założenia współpracy z zagranicą oraz realizował tę współpracę, przygotowywał projekty umów i porozumień państwowych oraz rządowych, zawierał umowy i porozumienia resortowe w zakresie gospodarki morskiej, realizował te umowy i porozumienia oraz koordynował działalność różnych organizacji w tej dziedzinie,
- realizował współpracę gospodarczą i naukowo-techniczną w ramach organizacji międzynarodowych i porozumień dwu- i wielostronnych w zakresie: żeglugi morskiej, portów morskich, morskiej gospodarki rybnej, ochrony środowiska morskiego, prawa morskiego i międzynarodowego prawa morza,
- powoływał i likwidował przedstawicielstwa gospodarki morskiej za granicą, podległe Urzędowi Gospodarki Morskiej, w porozumieniu z naczelnymi organami administracji państwowej, z wyjątkiem przedstawicielstw powoływanych przez podległe i nadzorowane jednostki organizacyjne,
- określał zasady tworzenia i likwidacji spółek i przedsięwzięć kooperacyjnych z zagranicą w zakresie gospodarki morskiej, udziela w porozumieniu z zainteresowanymi naczelnymi organami administracji państwowej zgody na udział w spółkach podległym i nadzorowanym jednostkom organizacyjnym,
- programował rozwój efektywnego eksportu towarów,
- tworzył warunki zewnętrzne do rozwoju eksportu usług gospodarki morskiej,
- kształtował zasady polityki taryfowej,
- wydawał przepisy prawne w zakresie działalności Urzędu Gospodarki Morskiej na podstawie upoważnień ustawowych,
- badał przekształcenia organizacyjno-strukturalne w podległych i nadzorowanych jednostkach organizacyjnych oraz tworzył warunki niezbędnych zmian w tym zakresie,
- dokonywał ocen i podejmował działania w celu poprawy warunków pracy, w tym bezpieczeństwa i higieny pracy,
- realizował zadania obronne oraz zadania w zakresie ochrony przeciwpożarowej, określone w odrębnych przepisach.

### Zadania urzędu w zakresie administracji morskiej
W zakresie administracji morskiej do zadań Urzędu Gospodarki Morskiej należało:
- ustalanie zasad organizacji działania terenowych organów administracji morskiej oraz kolegiów do spraw wykroczeń przy terenowych organach administracji morskiej,
- nadzorowanie działalności terenowych organów administracji morskiej, w szczególności w zakresie:
- bezpieczeństwa żeglugi,
- utrzymania obszarów wodnych i pasa nadbrzeżnego,
- ratownictwa morskiego i brzegowego,
- ochrony rybołówstwa morskiego,
- ochrony polskiej strefy rybołówstwa morskiego,
- zabezpieczenia przeciwpożarowego, przeciwsztormowego i przeciwlodowego na obszarach objętych właściwością terenowych organów administracji morskiej,
- ochrony środowiska morskiego przed zanieczyszczeniami wskutek użytkowania morza, określonej w odrębnych przepisach,
- wykonywanie specjalistycznego dozoru technicznego i budowlanego, określonego w odrębnych przepisach,
- opracowywanie aktów prawnych w zakresie administracji morskiej oraz rozstrzyganie odwołań od decyzji wydawanych przez terenowe organy administracji morskiej,
- wykonywanie nadzoru klasyfikacyjnego oraz nadzoru nad rejestrem statków.

## Zniesienie urzędu
Na podstawie ustawy z 1987 r. o zmianach w zakresie działania niektórych naczelnych i centralnych organów administracji państwowej zniesiono Urząd Gospodarki Morskiej.